# Arrière (militaire)
Pour les articles homonymes, voir Arrière.

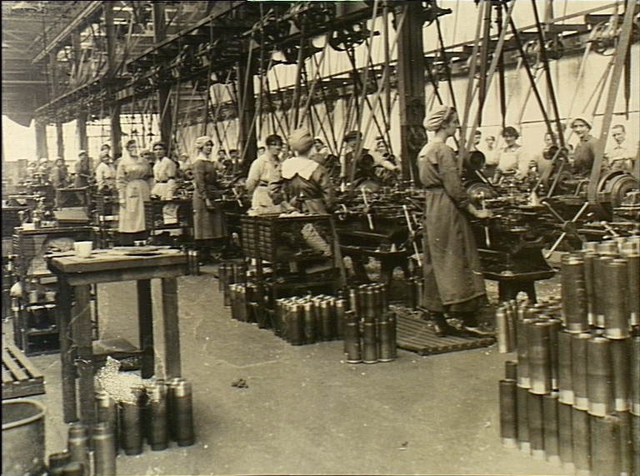
Ouvrières dans un arsenal au cours de la Première Guerre mondiale.

L’arrière est le territoire situé en dehors des zones de combats dans un pays en guerre. Le terme correspondant en anglais, Homefront (front intérieur), serait apparu au cours de la Première Guerre mondiale. En allemand Heimatfront daterait de la guerre franco-prussienne de 1870. La notion d’arrière, opposée à celle de front combattant, concerne particulièrement les conflits majeurs notamment ceux de la Première et Deuxième Guerres mondiales, de longue durée et de guerre de position. Elle ne s’applique pas aux territoires occupés par l’ennemi, par exemple la France de 1940 à 1944, la Belgique pendant la Première et la Seconde Guerre mondiale ou les régions envahies du Nord-Est de la France de 1914 à 1918.

## Participation à l'effort de guerre
L’arrière participe à l’effort de guerre par la production d’armements, plus généralement de fournitures pour l’armée, la logistique (transport, hôpitaux) et le soutien moral des combattants : courriers et colis familiaux et marraines de guerre. L’arrière englobe l’ensemble des civils non combattants, ceux qui contribuent à l’économie du pays mais aussi ceux suspectés de s’être soustraits à l’engagement militaire (les embusqués) et les profiteurs de guerre jalousés par les soldats en permission.

## Souffrances de l'arrière
Pourtant, l’arrière souffre de restrictions, à des degrés variables suivant les pays belligérants, famines en Allemagne et en Autriche-Hongrie soumises au blocus maritime des alliés au cours de la Première Guerre mondiale, en Allemagne à la fin de la Seconde Guerre mondiale, pénuries moindres en France au cours de la Première Guerre mondiale et en Grande-Bretagne au cours des deux guerres mondiales. L'arrière est également touché par les bombardements de grandes villes, particulièrement celles de Grande-Bretagne en 1940-1941 et celles d'Allemagne en 1944-1945. En revanche, l’économie des États-Unis, relancée par les commandes d'armement, restée bien approvisionnée et épargnée des bombardements, bénéficie globalement de ces deux conflits. Le départ d’un grand nombre d’hommes actifs entraîne des bouleversements sociaux et économiques : emploi de femmes dans l’industrie, notamment les munitionnettes, les transports dans des fonctions jusqu'alors exclusivement masculines, reprise de la direction des exploitations par les épouses des chefs de famille mobilisés.

## Pendant la Première Guerre mondiale

### En Allemagne

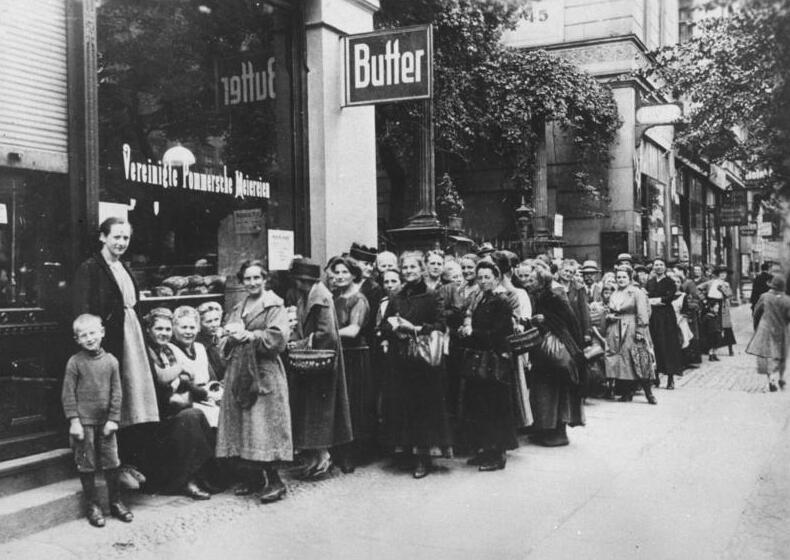
Queue à l'entrée d'un magasin à Berlin.

L’Allemagne a souffert du blocus qui l'a privé d'une partie de son ravitaillement.
Des prix maximums furent institués dès le début de la guerre mais cette réglementation ne portait que sur une partie des produits. Les prix augmentèrent passant de l’indice 100 en 1913 à 153 en 1916, 217 en 1918, 415 en 1919.
La pénurie devint dramatique. Les files à l’entrée des magasins étaient des foyers de mécontentement.
Des mouvements de grèves se développèrent en 1916 et 1917, une vague particulièrement importante à Berlin mobilisa 200 000 ouvriers. Ces grèves cessèrent sous la menace du rappel à l’armée des ouvriers mobilisés dans les usines.
L'industrie fut mobilisée pour l'effort de guerre. Des ouvriers qualifiés mobilisés furent maintenus à leur poste. Le travail féminin dans l'industrie de guerre se développa. Comme en France ce fut en grande partie un transfert de l'industrie textile aux industries métallurgique et chimique. Les salaires féminins étaient très inférieurs à ceux des hommes. À Berlin, une femme recevait 40 % du salaire d'un ouvrier qualifié pour le même poste, écart nettement plus important que celui observé dans l'industrie française à la même époque. Un organisme chargé de l'acheminement et de la distribution des matières premières fut créé, le Kriegsrohstoffabteilung coiffant des sociétés contrôlées par l' État, une forme d'économie mixte. La plus grande partie des productions d'armement fut réalisée par des entreprises privées approvisionnées en matières premières par l'administration militaire qui bénéficiait de réquisitions en Belgique et en France occupée. Les prix fixés par l'État permirent aux fournisseurs de l'armée de réaliser d'importants bénéfices.
Comme en France, la guerre fut financée pour la plus grande partie par l'emprunt et par l'endettement à court terme, les dépenses n'étant couvertes par l'impôt qu'à hauteur de 14 %.

### En Autriche-Hongrie
L’arrière en Autriche-Hongrie pendant la Première Guerre mondiale soutint l’effort militaire dans des conditions matérielles très difficiles, extrême pénurie alimentaire et de produits de première nécessité (charbon) due au blocus maritime imposé aux empires centraux par les alliés et à une structure sociale fragile. L’Autriche-Hongrie souffrit du manque de cohésion de son empire multi-national.